# Amblyderus triplehorni
Amblyderus triplehorni là một loài bọ cánh cứng trong họ Anthicidae. Loài này được Weissmann & Kondratieff miêu tả khoa học năm 1999.